# Holy Antsa Rabejaona
 (mai 2025).
Holy Antsa Rabejaona est une nageuse professionnelle originaire de Madagascar, reconnue pour ses performances remarquables sur la scène nationale et internationale. À seulement 21 ans, elle est détentrice de cinq records nationaux et a remporté quatre médailles de bronze aux Jeux des Îles de l'océan Indien en 2023.

## Parcours et débuts
Holy Antsa Rabejaona a découvert la natation grâce à sa mère, passionnée par l’eau, qui a initié ses filles à ce sport dans un but de partage et de bien-être. Dès son plus jeune âge, Holy fréquentait quotidiennement la piscine avec ses sœurs. À l'origine, la natation n'était pas envisagée comme une carrière, mais comme une activité récréative pour le plaisir et la santé. Cependant, cette passion a rapidement évolué vers une quête de performance.
Elle participe à sa première compétition à l'âge de 5 ans et décroche sa première médaille internationale dans la catégorie des 12 ans lors du Meeting de l’océan Indien à La Réunion. À 15 ans, elle intègre l'équipe nationale malgache, marquant le début d'une série de succès.

## Compétitions internationales
En 2018, Holy participe au Championnat d'Afrique Zone 4 au Malawi, où elle décroche cinq médailles. Un an plus tard, lors des Jeux des Îles de l'océan Indien à l'Île Maurice, elle bat son premier record au 50 m papillon avec un temps de 29’’59. En 2020, elle brille de nouveau au Championnat d'Afrique Zone 4 au Botswana en ramenant cinq médailles supplémentaires.
En 2021 et 2022, Holy Antsa Rabejaona participe aux Championnats du Monde de Natation, consolidant sa réputation sur la scène internationale. Plus récemment, en avril 2025, elle remporte dix médailles d'or lors du Championnat de Madagascar, démontrant sa domination dans les épreuves de papillon.

## Succès récents
Lors du Championnat d'hiver de Maurice en 2025, Holy remporte trois médailles en trois courses, dont une en 100 m nage libre avec un record personnel de la saison de 1’01″28. Elle est également sacrée championne en 50 m dos avec un temps de 31″27, confirmant sa forme exceptionnelle.

## Un modèle de persévérance
Holy Antsa Rabejaona est membre du club Managing et continue de représenter fièrement Madagascar dans les compétitions internationales. Son parcours est une source d'inspiration pour les jeunes sportifs malgaches, incarnant la détermination et la passion qui mènent au succès.